# Municipio de Marshall (Illinois)
El municipio de Marshall (en inglés: Marshall Township) es un municipio ubicado en el condado de Clark en el estado estadounidense de Illinois. En el año 2010 tenía una población de 4574 habitantes y una densidad poblacional de 55,53 personas por km².

## Geografía
El municipio de Marshall se encuentra ubicado en las coordenadas 39°24′3″N 87°44′7″O / 39.40083, -87.73528. Según la Oficina del Censo de los Estados Unidos, el municipio tiene una superficie total de 82.38 km², de la cual 82,15 km² corresponden a tierra firme y (0,28 %) 0,23 km² es agua.

## Demografía
Según el censo de 2010, había 4574 personas residiendo en el municipio de Marshall. La densidad de población era de 55,53 hab./km². De los 4574 habitantes, el municipio de Marshall estaba compuesto por el 98,49 % blancos, el 0,2 % eran afroamericanos, el 0,13 % eran amerindios, el 0,28 % eran asiáticos, el 0,46 % eran de otras razas y el 0,44 % eran de una mezcla de razas. Del total de la población el 0,96 % eran hispanos o latinos de cualquier raza.